# 伊丹康直
伊丹 康直（いたみ やすなお）は、戦国時代から安土桃山時代にかけての武将。今川氏、武田氏、徳川氏の家臣。

## 生涯
大永2年（1522年）、伊丹元扶（初名は雅興）の子として生まれる。伊丹氏は摂津国国人である伊丹城主の家系にあたる。幼名は千代松、初名は雅勝（まさかつ）。
この頃の伊丹氏は管領の細川氏の権力闘争に巻き込まれており、享禄2年（1529年）には伊丹城が落城して父・元扶が戦死、その遺子であった千代松はまだ幼く、伊丹氏家臣で外祖父の間野時秋（間野七郎）と共に摂津から逃れた。その後の千代松（のち雅勝）は伊勢国や上野国などを流浪したとされており、永禄元年（1558年）に駿河国に流れて今川義元に抜擢され、同朋衆として仕えたといわれる。正室が今川氏の重臣・岡部氏の出身者であるため、恐らくはこの縁を頼ったのではないかと思われる。
義元の死（桶狭間の戦い）後は氏真に仕え、海賊奉行に抜擢されて今川水軍を統率した。しかし今川氏が武田信玄の侵攻によって没落すると、信玄の下で船大将として仕える。元亀2年（1571年）には信玄の命を受けて武田水軍創設に貢献し、駿河湾に侵攻した後北条氏の清水康英の伊豆水軍を撃退した。信玄没後は勝頼に仕えたが、織田信長の甲州征伐で武田氏が滅亡すると、徳川家康の家臣として仕えた。家康からは駿河清水の御船奉行に任じられている。また、最終的に名乗る康直の「康」の字はそれまでの近親者にこの字を用いている者がいないため、家康から偏諱を与えられたものでこの頃に名乗ったものと考えられる。
慶長元年（1596年）7月21日に死去。享年74。跡を三男の康勝が継いだ。なお、康勝の時代に伊丹氏は大名に栄進している。